# Melinocatantops
Melinocatantops is een geslacht van rechtvleugeligen uit de familie veldsprinkhanen (Acrididae). De wetenschappelijke naam van dit geslacht is voor het eerst geldig gepubliceerd in 1984 door Jago.

## Soorten
Het geslacht Melinocatantops omvat de volgende soorten:
- Melinocatantops joycei Dirsh, 1950
- Melinocatantops somalicus Sjöstedt, 1931